# Marcos Sobreira
Marcos Marcel Rodrigues Sobreira (Iguatu, 23 de abril de 1985) é um advogado e político brasileiro. Em 2018, foi eleito deputado estadual do Ceará pelo Partido Democrático Trabalhista (PDT) com 67 012 votos.
Nascido em Iguatu, Marcos Sobreira é graduado em Direito pela Universidade de Fortaleza (UNIFOR), pós-graduado em Direito do Trabalho e Processo do Trabalho. Formado desde 2008, há mais de uma década exerce sua missão como advogado garantindo principalmente o direito das pessoas mais carentes.
Filho de Marcelo Sobreira e Mirian Sobreira, cresceu vendo a atuação dos pais na vida pública. Marcelo foi vereador e prefeito de Iguatu, além de deputado estadual do Ceará e secretário de Saúde de Iguatu. Mirian foi secretária de Ação Social do Município de Iguatu, a primeira titular da Secretaria Especial de Políticas sobre Drogas do Ceará e também atuou como deputada estadual por dois mandatos.
Em 2016, Marcos Sobreira foi vitorioso na chapa que o elegeu vice-prefeito de sua cidade natal - Iguatu. Sempre presente nas decisões e ações da gestão, sua atuação foi destaque pela dedicação, pelo comprometimento e pelo empenho em fazer do município um modelo para o Ceará. Marcos também é reconhecido por trabalhar perto do povo, ouvindo as demandas da população para entender suas reais necessidades.
Marcos Sobreira exerceu o cargo de vice-prefeito ativamente até o final de janeiro de 2019 ao renunciar para assumir sua vaga no legislativo estadual garantida após conquistar 67.012 votos em 183 dos 184 municípios cearenses.

O deputado tem como objetivos trabalhar para o crescimento dos municípios do Ceará; reforçar o cuidado com a juventude, principalmente na prevenção ao uso de drogas; universalização das escolas de tempo integral; além da expansão da saúde especializada em todo o estado.